# 1963 na música

## Eventos
- 1 de Janeiro - Os Beatles iniciam uma excursão de cinco dias na Escócia para divulgar seus single "Love Me Do".
- 16 de Fevereiro - Os Beatles chegam pela primeira vez ao topo da parada britânica, com a canção "Please Please Me".
- 16 de Fevereiro - Paul Anka casa-se com Marie-Ann DeZogheb
- 25 de fevereiro - Barbra Streisand lança seu primeiro álbum nomeado The Barbra Streisand Album, que rendeu à cantora o Grammy de Best Female Pop Vocal Performance em 1964, além de ter ganhado o álbum do ano e Melhor capa na mesma premiação.
- 5 de março - Patsy Cline morre em um acidente de avião, próximo de Camden, Tennessee.
- 29 de Abril - 19 year old Andrew Loog Oldham signs a contract with The Rolling Stones, becoming their manager. Oldham had seen the band in concert the previous day at the Crawdaddy Club in London.
- Junho de 1963 - Barbra Streisand lança seu segundo álbum de estúdio nomeado The Second Barbra Streisand Album, o álbum atingiu a segunda posição nos charts da Billboard e foi certificado ouro pela RIAA.
- 7 de Setembro - She Loves You, a canção dos Beatles que mais vendeu até hoje no Reino Unido chega ao "top 1" nas paradas de sucesso britânico.
- Os Beatles gravam seu primeiro álbum Please Please Me.
- Dalida recebe o Oscar da Música por sucesso mundial.
- The Righteous Brothers começam a tocar juntos;
- Surgem os Kinks
- Surgem os Herman's Hermits
- Philips introduz o Musicassette no Berlin Funkaustellung
- Coxsone Dodd abre o primeiro estúdio com dono negro, na Jamaica, chamado Studio One
- "Clock and Dagger" do Lord Shorty é amplamente considerada a primeira gravação de música soca

## Álbuns lançados
- Surfin' USA - The Beach Boys
- Surfer Girl - The Beach Boys
- Little Deuce Coupe - The Beach Boys
- Please Please Me - The Beatles
- With the Beatles - The Beatles
- Live at the Apollo - James Brown
- Getz/Gilberto - Stan Getz and João Gilberto
- In Dreams - Roy Orbison
- The Composer of Desafinado, Plays - Antonio Carlos Jobim
- Samba Esquema Novo - Jorge Ben
- The Barbra Streisand Album - Barbra Streisand
- The Second Barbra Streisand Album - Barbra Streisand

## Músicas Populares publicadas
- "18 Yellow Roses"     Bobby Darin
- "Abilene"     letras e música - John D. Loudermilk, Lester Brown, Bob Gibson, Albert Stanton
- "All My Loving"     letras e música - John Lennon & Paul McCartney
- "Another Saturday Night"     letras e música - Sam Cooke
- "As Usual"     Zanetis
- "Charade"     letras - Johnny Mercer música  - Henry Mancini
- "Da Do Ron Ron"     letras e música - Phil Spector, Ellie Greenwich & Jeff Barry
- "Detroit City"     letras e música - Mel Tillis & Danny Dill
- "Distant Drums"     letras e música - Cindy Walker
- "Dominique"     Soeur Sourire
- "Don't Talk To Him"     Cliff Richard, Welch
- "Don't You Forget It"     letras - Al Stillman música  - Henry Mancini
- "Every Time I Think About You"     letras e música - Claude Demetrius
- "Flash! Bang! Wallop!"     letras e música - David Heneker
- "From Me To You"     letras e música - John Lennon & Paul McCartney
- "Good Morning, Good Day"     letras - Sheldon Harnick música  - Jerry Bock
- "Half A Sixpence"     letras e música - David Heneker
- "Hello, Dolly!"     letras e música - Jerry Herman
- "Higitus Figitus", letras e música - Richard música  - Sherman and Robert B. Sherman, do filme de Walt Disney, The Sword and the Stone
- "How Do You Do It?"     letras e música - Mitch Murray
- "I Call Your Name"     letras e música - John Lennon & Paul McCartney
- "I Like It"     Mitch Murray
- "I Saw Her Standing There"     letras e música - John Lennon & Paul McCartney
- "I Want To Hold Your Hand"     letras e música - John Lennon & Paul McCartney
- "I Will Follow Him"     letras - (Eng) Norman Gimbel & Arthur Altman música  - J. letras - Stole & Del Roma
- "I'll Get You"     letras e música - John Lennon & Paul McCartney
- "If I Ruled the World" letras - Leslie Bricusse música  - Cyril Ornadel.  Introduzido por Harry Secombe no musical Pickwick
- "It Won't Be Long"     letras e música - John Lennon & Paul McCartney
- "It's My Party"     letras e música - Herb Wiener, Wally Gold & John Gluck Jnr
- "Kissin' Cousins"     letras e música - Fred Wise & Randy Starr
- "Losing You"     letras -(Eng) Carl Sigman música  - Jean Renard
- "Make The World Go Away"     letras e música - Hank Cochran
- "Move Over Darling"     Hal Kanter
- "On Broadway"     letras e música - Cynthia Weil, Barry Mann, Jerry Leiber & Mike Stoller
- "On The Beach"     Welch, Marvin, Richard
- "Our Day Will Come" letras e música - Bob Hillard & Mort Garson
- "The Pink Panther"     letras - Johnny Mercer música  - Henry Mancini
- "Pretty Paper"     Willie Nelson
- "Reverend Mr Black"     Billy Edd Wheeler, Jed Peters
- "She Loves Me" letras - Sheldon Harnick música  - Jerry Bock.  Introduzido por Daniel Massey in the musical She Loves Me
- "She Loves You"     letras e música - John Lennon & Paul McCartney
- "Surf City"     letras e música - Jan Berry & Brian Wilson
- "Surfer Girl"     letras e música - Brian Wilson
- "Talk Back Trembling Lips"     letras e música - John D. Loudermilk
- "This Boy" letras e música - John Lennon & Paul McCartney
- "The Times They Are A-Changin' "     letras e música - Bob Dylan
- "The Ugly Bug Ball"  letras e música - Richard música  - Sherman and Robert B. Sherman, from the film Summer Magic
- "Viva Las Vegas"     Doc Pomus & Mort Shuman
- "Washington Square" letras e música - Bob Goldstein & David Shire
- "Will He Like Me?" letras - Sheldon Harnick música  - Jerry Bock.  Introduzido por Barbara Cook na produção da Broadway de She Loves Me.  Executado por Anne Rogers na produção de Londres de 1964.
- "Wives And Lovers"     letras - Hal David música  - Burt Bacharach
- "You Were Made For Me"     Mitch Murray

## Musicais
- Fun in Acapulco

## Nascimentos
- 4 de Janeiro - Till Lindemann, vocalista da banda alemã Rammstein.
- 12 de Janeiro - Nando Reis, cantor brasileiro, ex-integrante da banda Titãs.
- 17 de Janeiro - Kai Hansen, músico alemão.
- 26 de Janeiro - Jazzie B, Soul II Soul
- 26 de Janeiro - Andrew Ridgeley, Wham!
- 28 de Janeiro - Dan Spitz, Anthrax
- 2 de Fevereiro - Eva Cassidy
- 4 de Fevereiro - Kevin "Noodles" Wasserman, cantor e compositor estadunidense.
- 19 de Fevereiro - Seal
- 4 de Março - Jason Newsted, Metallica
- 10 de Março - Jeff Ament, Pearl Jam
- 15 de Março - Bret Michaels, Poison
- 27 de Março
  - Dave Koz, saxofonista
  - Xuxa Meneghel, apresentadora, cantora e atriz brasileira.
- 8 de Abril - Julian Lennon, filho de John Lennon
- 7 de Junho - Roberto Alagna, tenor
- 14 de Junho - Osmar Júnior, poeta, cantor e compositor brasileiro.
- 25 de Junho - George Michael, cantor inglês.
- 30 de Junho - Yngwie J. Malmsteen, guitarrista
- 7 de Julho - Vonda Shepard, cantora e música
- 18 de Julho - Dizzy Reed, tecladista da Banda Guns N Roses.
- 22 de Julho - Emily Saliers, Indigo Girls
- 25 de Julho - Leonardo, cantor brasileiro.
- 26 de Julho - Thedy Corrêa, músico brasileiro.
- 3 de Agosto - James Hetfield, vocalista e guitarrista da banda Metallica.
- 9 de Agosto - Whitney Houston, cantora norte-americana.
- 12 de Agosto - Sir Mix-A-Lot
- 19 de Agosto - Joey Tempest, Europe
- 22 de Agosto - Tori Amos
- 22 de Agosto - James DeBarge, DeBarge
- 23 de Agosto - Laura Flores, Atriz, Cantora e Apresentadora Mexicana.
- 07 de Setembro - Eazy-E, rapper norte-americano (m. 1995).
- 14 de Outubro - Alessandro Safina, cantor italiano.
- 21 de outubro - Marisa Orth, atriz, cantora e apresentadora brasileira.
- 26 de Outubro - Natalie Merchant
- 28 de Outubro - Eros Ramazzotti, cantor italiano.
- 29 de Outubro - Flávio Lemos, baixista do Capital Inicial.
- 1 de Novembro - Rick Allen, Def Leppard
- 1 de Novembro - Jevetta Steele
- 16 de novembro - Bernard Wright, cantor e tecladista norte-americano
- 2 de Novembro - Bobby Dall, Poison
- 24 de Dezembro - Humberto Gessinger, músico brasileiro.
- 26 de Dezembro - Lars Ulrich, baterista da banda Metallica.
- 31 de Dezembro - Scott Ian, Anthrax
- ? - Paulo Barros, músico português.
- ?- Paul Gordon - músico e compositor norte-americano. (m. 2016)

## Mortes
- 2 de Janeiro - Dick Powell, ator e cantor
- 30 de Janeiro - Francis Poulenc (n. 1899)
- 20 de Fevereiro - Ferenc Fricsay, condutor
- 5 de março - Patsy Cline, cantora norte-americana de música country (n. 1932).
- 31 de Março - Harry Akst, compositor e pianista americano
- 16 de junho - Lamartine Babo, compositor brasileiro (n. 1904).
- 10 de Outubro - Édith Piaf, cantora francesa (n. 1915)
- 1 de Novembro - Elsa Maxwell, escritor de música, "the hostess with the mostest"
- 19 de Novembro - Carmen Amaya, cantora e dançarina de flamenco
- 26 de Novembro - Amelita Galli-Curci, soprano
- 29 de Novembro - Ernesto Lecuona, compositor cubano, pianista e líder de banda
- 5 de Dezembro - Karl Amadeus Hartmann, compositor
- 28 de Dezembro - Paul Hindemith, compositor

## Prêmios

### Festival Eurovisão da Canção
- Festival Eurovisão da Canção (1963)